# Dezideráta
A Dezideráta a latin eredetű Desideratus férfinév női párja. Jelentése kívánt, óhajtott (gyermek).

## Gyakorisága
Az 1990-es években szórványos név, a 2000-es években nem szerepel a 100 leggyakoribb női név között.

## Névnapok
- május 8.[2]

## Híres Dezideráták
- Dezideráta svéd királyné

## Egyéb Dezideráták
A könyvtártudományban is használatos a dezideráta, deziderátum kifejezés. A dezideráta azon dokumentumokat tartalmazza, amelyek megrendelését még nem döntötték el véglegesen. (Például ha az adott dokumentum pillanatnyilag nem kapható, vagy nincs elegendő pénzforrás.) Sok könyvtárban „kívánságlista”-ként funkcionál, ahová az olvasók saját dokumentumigényeiket feljegyezhetik.